# 두만강 (영화)
"두만강"은 중화인민공화국 조선족 감독 장률의 여섯 번째 장편 영화이다. 중화인민공화국 옌볜 조선족 자치주와 조선민주주의인민공화국 함경도를 사이에 둔 두만강변의 투먼 시의 한 조선족 마을을 배경으로 조선족과 북측 사람의 난감한 현실을 담고 있다.
연변 조선족 자치주와 북한 함경도를 사이에 둔 두만강 변의 한 마을. 할아버지와 누이와 함께 사는 열 두 살 창호는 식량을 구하려고 강을 넘나드는 또래의 북한 소년 정진과 우연히 친구가 된다. 처음엔 축구시합 출전을 대가로 시작된 거래였지만 어느새 의리가 생긴 것. 하지만 탈북자들을 도와주던 마을 사람들이 점점 그들의 문제로 골치를 썩자, 소년들 사이에도 조금씩 균열이 생긴다. 그러던 어느 날, 창호는 누이 순희가 탈북 청년에게 겁탈당한 사실을 알게 되고, 분노한 나머지 정진을 매몰차게 내친다. 그럼에도 정진은 창호와 했던 아랫마을 아이들과의 축구시합 약속을 지키기 위해 또 다시 목숨을 걸고 두만강을 건너서 마을에 나타나는데…

## 영화 정보
- "두만강"은 2011년 3월 3일 동대문CGV에서 기자시사회를 가졌다.
- "두만강"은 2005년 부산국제영화제 PPP 프로젝트로 선정된 작품이다.
- "두만강"은 2010년 15회 부산국제영화제 '한국영화의 오늘' 섹션에서 상영되었다.

## 출연진
- 최건(崔健, Cui Jian): 연변 조선족 소년 창호 역
- 이경림(李京霖, Li Jinglin): 조선민주주의인민공화국 소년 정진 역
- 윤란(尹兰, Lan Yin): 순희 역
- 이금룡(林今龙, Lin Jin Long): 할아버지 역